# Brianroulstonita
La brianroulstonita és un mineral de la classe dels borats. Rep el seu nom en honor de Brian V. Roulston (1948-), en reconeixement del seu treball sobre la geologia dels dipòsits evaporítics.

## Característiques
La brianroulstonita és un borat de fórmula química Ca₃B₅O₆(OH)₇Cl₂(H₂O)₄·4H₂O. Cristal·litza en el sistema monoclínic. La seva duresa a l'escala de Mohs és 5.
Segons la classificació de Nickel-Strunz, la brianroulstonita pertany a «06.EC - Filopentaborats» juntament amb els següents minerals: biringuccita, nasinita, gowerita, veatchita, volkovskita, tuzlaïta i heidornita.

## Formació i jaciments
Va ser descoberta a la mina Potash Corporation of Saskatchewan, a la localitat de Penobsquis, a la parròquia de Cardwell del Comtat de Kings (Nova Brunswick, Canadà). També en aquest comtat ha estat descrita la brianroulsonita al dipòsit de Clover Hill, a la parròquia de Hammond. També s'ha trobat aquesta espècia al dipòsit de bor de Sarıkaya, a la localitat de Kirka, a la província d'Eskişehir (Turquia).